# Ulica Niska w Warszawie

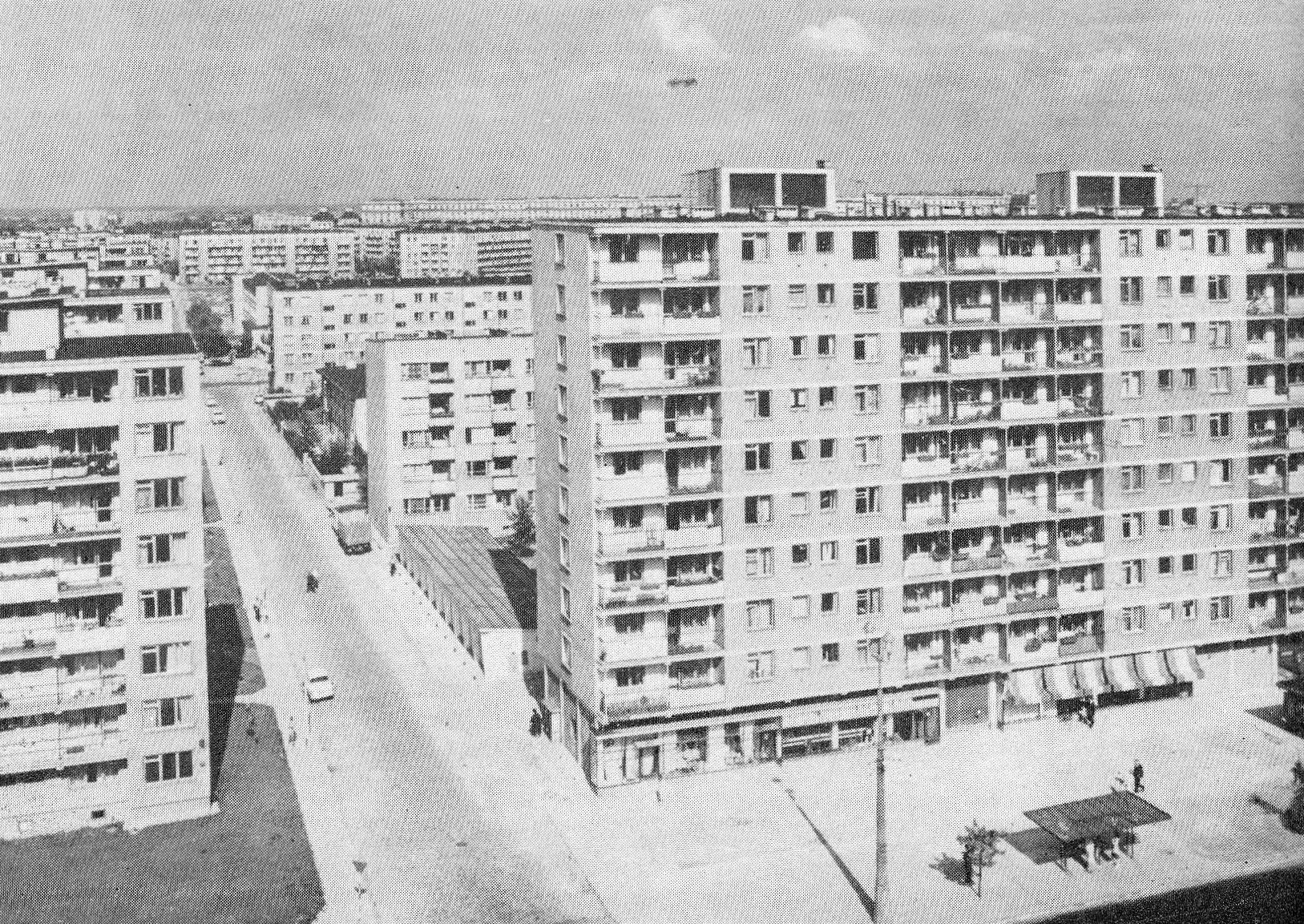
Wschodni odcinek ulicy widziany z ul. Marchlewskiego (obecnie al. Jana Pawła II), lata 60. XX wieku

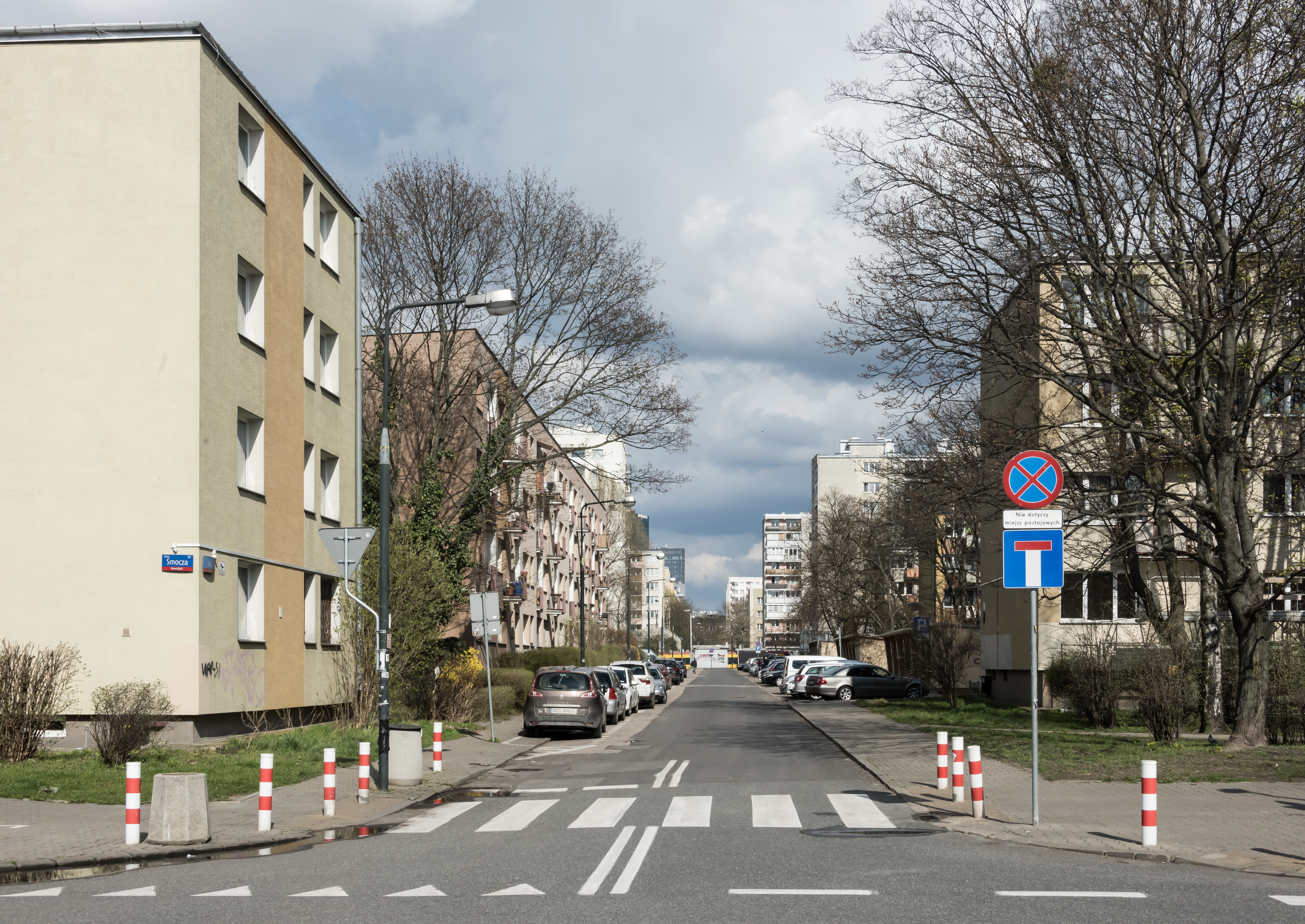
Ulica widziana z ul. Smoczej (2023)

Ulica Niska – ulica w dzielnicach Wola i Śródmieście w Warszawie.

## Historia
Pierwotnie była drogą narolną biegnącą między dołami po gliniankach łączącą ul. Pokorną z wałem miejskim (ulicą Okopową). W tej okolicy, na zachód od ulicy Dzikiej, przez długi czas działały liczne cegielnie, a na północy znajdowały się ogrody i pola uprawne oraz rozlewiska rzeki Drny. Okoliczne grunty należały do Starej Warszawy, i były stopniowo parcelowane. Nazwa ulicy, nadana w 1771, związana była z położeniem ulicy, biegnącej wśród glinianek i stawów.
W 1784 przy ulicy znajdowały się nieliczne drewniane domy oraz trzy niewielkie browary. W jednym z nich podczas insurekcji kościuszkowskiej produkowano amunicję. W drugiej połowie lat 50. XIX wieku ulica, wybrukowana kamieniem polnym, otrzymała oświetlenie gazowe. 
W 1871 na terenie między obecnymi ulicami: Smoczą, Glinianą, Okopową i Niską, w miejscu zasypanych i splantowanych glinianek, rozpoczęła się budowa garbarni, działającej od lat 80. XIX wieku pod firmą Bracia Pfeiffer. Rozwój ulicy nastąpił po 1873, kiedy to została ona zabudowana pierwszymi kamienicami, warsztatami i małymi fabryczkami. W 1910 przy ulicy znajdowało się ok. 50 kamienic frontowych i domów murowanych. Niska należała do najuboższych ulic żydowskiej dzielnicy północnej. 
W okresie międzywojennym w kamienicy nr 10 mieścił się IV komisariat Policji Państwowej.
We wrześniu 1939, podczas niemieckich nalotów, spłonęło wiele kamienic. W listopadzie 1940 ulica Niska w całości znalazła się w obrębie utworzonego przez władze niemieckie getta. 
W dniach 6–11 września 1942, podczas wielkiej akcji deportacyjnej, pomiędzy ulicami: Smoczą, Gęsią, Zamenhofa, Szczęśliwą i placem Parysowskim zgromadzono ok. 100 tys. mieszkańców getta („kocioł na Miłej” lub „kocioł na Niskiej”). W wyniku selekcji 32 tys. osób otrzymało „numerki na życie” i mogło pozostać w getcie, 2,6 tys. zastrzelono, a ponad 54 tys. wywieziono do obozu zagłady w Treblince.
Prawie cała zabudowa ulicy uległa zniszczeniu w 1943. 
W czasie powojennej odbudowy Warszawy ulicę Niską wytyczono w jej przedwojennym biegu, z wyjątkiem jej wschodniego odcinka, który po 1945 odgięto na południowy wschód do ulicy Lewartowskiego (w 2021 nadano mu nazwę Dow Bera Meiselsa). W latach 60. przy ulicy wzniesiono bloki mieszkalne osiedli Muranów Północny i Muranów Zachodni

## Ważniejsze obiekty
- Elektryczna podstacja rozdzielcza, wzniesiona ok. 1931 (przed wojną nr 66, obecnie nr 24) – dwa parterowe budynki usytuowane szczytami do ulicy, odnowione w latach 2003–2004[11]. Jest to jedyny przedwojenny obiekt znajdujący się przy ulicy i jeden z nielicznych zachowanych na terenie tzw. getta centralnego[8].
- Blok mieszkalny (nr 11) – „Mister Warszawy” z 1960[12].
- Wydział Psychologii Uniwersytetu Warszawskiego

## Inne informacje
W 2023 na zachowanym częściowo przedwojennym ogrodzeniu terenu przylegającego do budynku Wydziału Psychologii Uniwersytetu Warszawskiego umieszczono tablicę ze zdjęciem nieistniejących już kamienic pod numerami 23 i 25 wykonanym w czasie powstania w getcie warszawskim oraz krótkim tekstem w językach polskim i angielskim informującym o historii tego miejsca.